# Gymnoclasiopa nigerrima
Gymnoclasiopa nigerrima är en tvåvingeart som först beskrevs av Gabriel Strobl 1893.  Gymnoclasiopa nigerrima ingår i släktet Gymnoclasiopa, och familjen vattenflugor. Arten är reproducerande i Sverige.